# Трамвай «Бажання» (п'єса)
«Трамвай „Бажання“» (англ. A Streetcar Named Desire) — одна з найвідоміших п'єс Теннессі Вільямса, закінчена автором 1947 року. За цю п'єсу Вільямса нагородили Пулітцерівською премією (1948), а 1952-го року він номінувався на премію «Оскар» як найкращий сценарист за її адаптацію для кіноекрану.

## Історія створення
33-річний Вільямс почав роботу над п'єсою взимку 1944—1945 років у Чикаго. Згодом драматург вирушив до Нового Орлеану (саме у цьому місті відбувається дія п'єси), де продовжував писати. Влітку 1946 року він читає перший варіант п'єси своїм друзям — Марго Джонс (помічниці режисера при постановці п'єси «Скляний звіринець») та її приятельці. П'єса носила назву «Покерна ніч».
Влітку 1947 року Вільямс вчергове змінює місто проживання — цього разу на Нью-Йорку, де знайомиться із режисером Еліа Казаном та разом із ним починає кастинг акторів для постановки п'єси.
Прем'єра «A Streetcar Named Desire» відбулась у театрі «Етель Баррімор» у Нью-Йорку 3 грудня 1947 року. Роль Стенлі Ковальськи зіграв 23-річний Марлон Брандо, Бланш — 38-річна Джессіка Тенді.

## Назва п'єси
П'єса «A Streetcar Named Desire» широко відома та витримавша безліч постановок у світі, театральних та кіновтілень, за відсутності помітної літературної та сценічної історії в Україні, в обігу має кальку з російського перекладу її назви, що спричиняє серйозні неузгодження зі змістом п'єси.
Російською п'єса була перекладена як «Трамвай „Желание“» у 1985 році радянським американистом Владичем Нєдєліним (1924 — 1986). Український текст п'єси з'явився лише у 2011 році. Його автор — виходець із Західної України, який більшу частину життя прожив у діаспорі, поет-модерніст, прозаїк, перекладач та літературний критик, старійшина Нью-Йоркської письменницької групи Богдана Бойчука (1927 — 2017). Його версія перекладу — "Трамвай «Жадання».
В оригіналі — A Streetcar Named Desire, фраза з трьох слів, чітко ритмізований поетичний рядок — тристопний ямб. Слово named означає «на ім'я», «під іменем» і на відміну від called — «який називається» — застосовується радше до людей. Desire — не просто бажання, а бажання палке, тобто — жадання, пристрасть, жага, навіть хтивість. Ці ключові значення втрачаються, нівелюються у калькуванні російського «Трамвай Желание» — «Трамвай „Бажання“». Якщо російською мовою «желание» може включати сексуальний, еротичний компонент, то українською, за наявності точніших, як семантично, так і стилістично маркованих відповідників, застосування слова «бажання» викривляє задум автора і ніяк не реалізується в самому тексті, на змістовному рівні.
На думку Тетяни Некряч, перекладачки, кандидатки філологічних наук, доцента Київський національний університет ім. Тараса Шевченка, назвою, яка б українською передавала всі смислові, контекстуальні, підтекстові та структурно-ритмічні риси оригінальної англійської назви, може бути «Трамвай під назвою „Жадання“», «Трамвай на імення „Жага“», або «Трамвай під іменем „Жадання“».

## Персонажі
- Бланш Дюбуа
- Стелла — її сестра
- Стенлі Ковальскі — чоловік Стелли
- Харольд «Мітч» Мітчелл
- Юніс Хаббел
- Стів Хаббел
- Пабло Гонсалес
- Негритянка
- Лікар
- Наглядачка
- Юнак — агент по листуванню
- Мексиканка
- Рознощик
- Перехожий
- Матрос

## Видання та переклади
- 1947 — «A Streetcar Named Desire» by Tennessee Williams, Signet — оригінальне видання
- 1985 — «Трамвай „Желание“» — російський переклад Владича Неделіна[4]
- 2011 — «Трамвай „Жадання“» — український переклад Богдана Бойчука[5]
- 2020 — «Трамвай на імення Жага» — український переклад Тетяни Некряч — створено на замовлення Національного драматичного театру ім. І. Франка для постановки вистави режисером Іваном Уривським[6]

## Театральні постановки

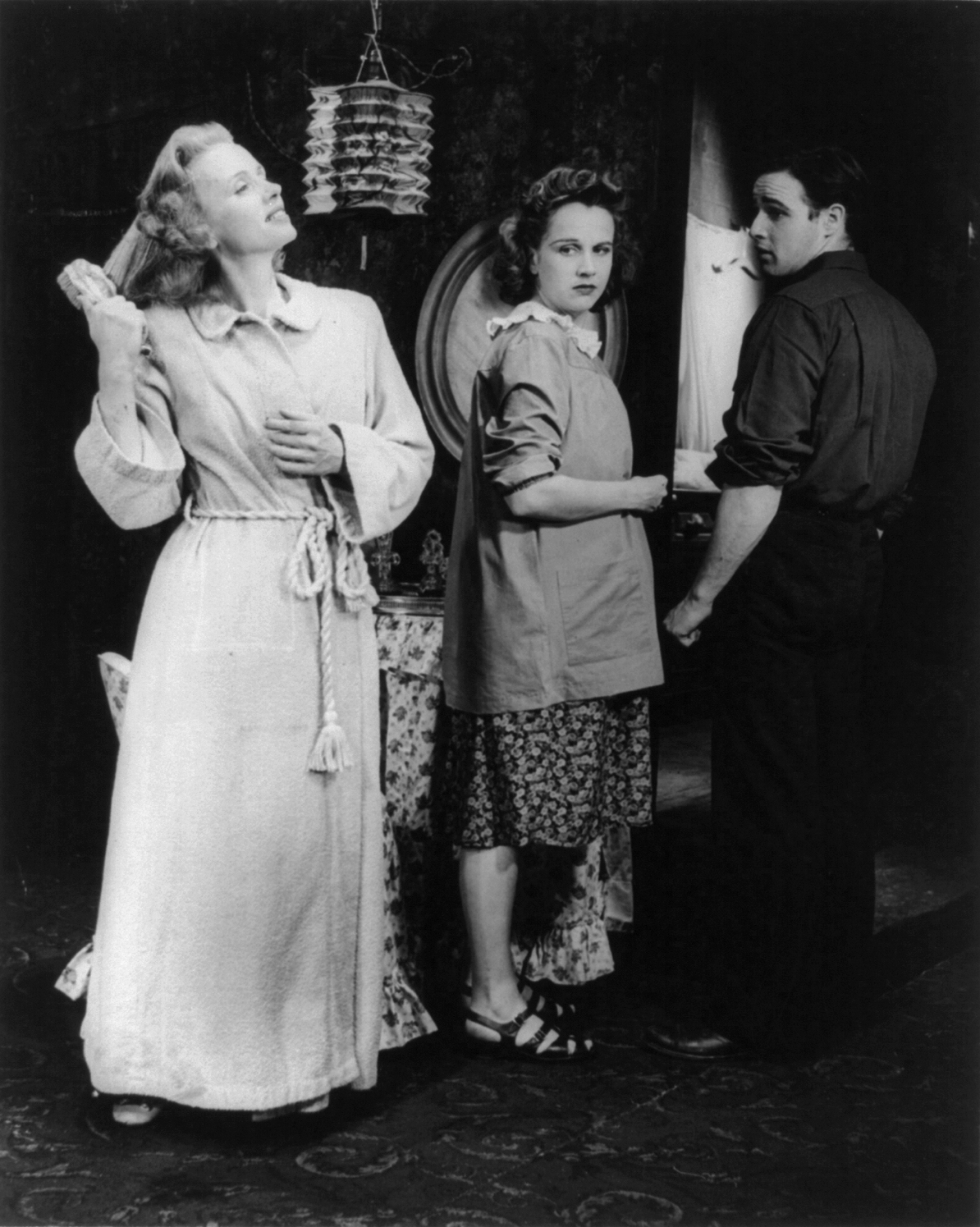
Сцена з вистави «A Streetcar Named Desire» (1947): Джессіка Тенді, Кім Гантер та Марлон Брандо

Перші постановки п'єси в України приходяться на середину 90-х років — вистава Алли Бабенко у Чернівцях).
- 1947, 3 грудня — «A Streetcar Named Desire»; реж. ??? (театр «Етель Баррімор», м. Нью-Йорк) — Марлон Брандо (Стенлі Ковальськи), Джессіка Тенді (Бланш)
- 1994, 24 листопада — «Трамвай „Жадання“»; реж. Алла Бабенко (Чернівецький музично-драматичний театр імені Ольги Кобилянської)[7]
- 2013, 21 липня — «Трамвай „Жадання“»; реж. Сергій Архипчук (Закарпатський академічний обласний український музично-драматичний театр імені братів Юрія-Августина та Євгена Шерегіїв, м. Ужгород) — Михайло Фіщенко, Тарас Гамага, Катерина Якубик-Гамага, Оксана Карпович, Кароліна Білак, Олександр Мавріц, Юрій Шкляр, Василина Грицак, Вікторія Варга, Степан Барабаш, Дмитро Сньозик, Юрій Мочарко, Олена Сайдулаєва — український переклад Богдана Бойчука[8][9]
- 2020, 3 листопада — «Трамвай „Бажання“»; реж. Іван Уривський (Національний академічний драматичний театр імені Івана Франка (камерна сцена), м. Київ) — Дмитро Рибалевський та Михайло Кукуюк (Стенлі Ковальськи), Тетяна Міхіна та Тетяна Шляхова (Бланш), Світлана Косолапова та Віра Зінєвіч (Стелла), Олександр Печериця та Дмитро Чернов (Мітч)[10][11][12]

## Екранізації
- Трамвай «Бажання», 1951, режисер Еліа Казан. 4 премії «Оскар» з 12 номінацій.
  - Вів'єн Лі — Бланш Дюбуа
  - Марлон Брандо — Стенлі Ковальськи
  - Кім Хантер — Стелла Ковальськи
  - Карл Молден — Харольд «Мітч» Мітчелл
- Трамвай «Бажання», 1984 — телефільм, режисер Джон Ерман.
  - Енн-Маргрет — Бланш Дюбуа
  - Тріт Вільямс — Стенлі Ковальськи
  - Беверлі Д'Анджело — Стелла Ковальськи
  - Ренді Квейд — Харольд «Мітч» Мітчелл
- Трамвай «Бажання», 1995 — телефільм, режисер Ґленн Джордан.
  - Джессіка Ленґ — Бланш Дюбуа
  - Алек Болдвін — Стенлі Ковальські
  - Дайан Лейн — Стелла Ковальськи
  - Джон Гудмен — Харольд «Мітч» Мітчелл